# František Obzina
František Obzina ( 13. května 1871 Bystrovany – 26. července 1927 Vyškov ) byl tiskařem a nakladatelem, založil Obzinovu tiskárnu ve Vyškově, byl vydavatelem Edice Obzinových listů.

## Život
Ve 13 letech byl poslán učit se tiskařem a sazečem do Arcibiskupské knihtiskárny v Olomouci. Po vyučení zůstal v tiskárně jako tiskař až do listopadu 1903, kdy se stal společníkem Smetanovy tiskárny v Litovli. Tato tiskárna však neměla dlouhého trvání a tak 3. ledna 1904 se přestěhoval do Vyškova a začal provozovat tiskárnu (První česká knihtiskárna F. Obziny). Tuto tiskárnu kupuje od Jana Hona, založenou roku 1880 v domě čp. 44 na náměstí.
Jeho tiskárna byla zničena bombou na konci druhé světové války.
Po jeho smrti na těžkou jaterní chorobu 26. července 1927 přebírá jeho práci zeť Alois Báňa.